# یواس‌اس ریپریزال (۱۷۷۶)
یواس‌اس ریپریزال (۱۷۷۶) (به انگلیسی: USS Reprisal (1776)) یک کشتی بود که طول آن ۱۰۰ فوت (۳۰ متر) بود.